# Louisville City Football Club
Maillots
Actualités
Dernière mise à jour : 4 mars 2023.
Le Louisville City FC, est une franchise de soccer professionnel basée à Louisville, dans l'État du Kentucky, fondé en 2014. La franchise évolue en USL Championship, le deuxième niveau dans la hiérarchie nord-américaine.
Régulier depuis ses débuts, Louisville se qualifie chaque année pour les séries éliminatoires en tutoyant le sommet du classement, tant dans sa conférence qu'au général. Après deux succès en finale en 2017 et 2018, les Violets échouent au même stade en 2019 et 2022. Dans les tribunes, le club devient rapidement un modèle dans les ligues mineures avec des affluences croissantes tandis que le Lynn Family Stadium d'une capacité de 15 304 places est perçu comme l'un des stades les plus modernes au pays.

## Histoire

### Fondation et débuts (2014-2016)

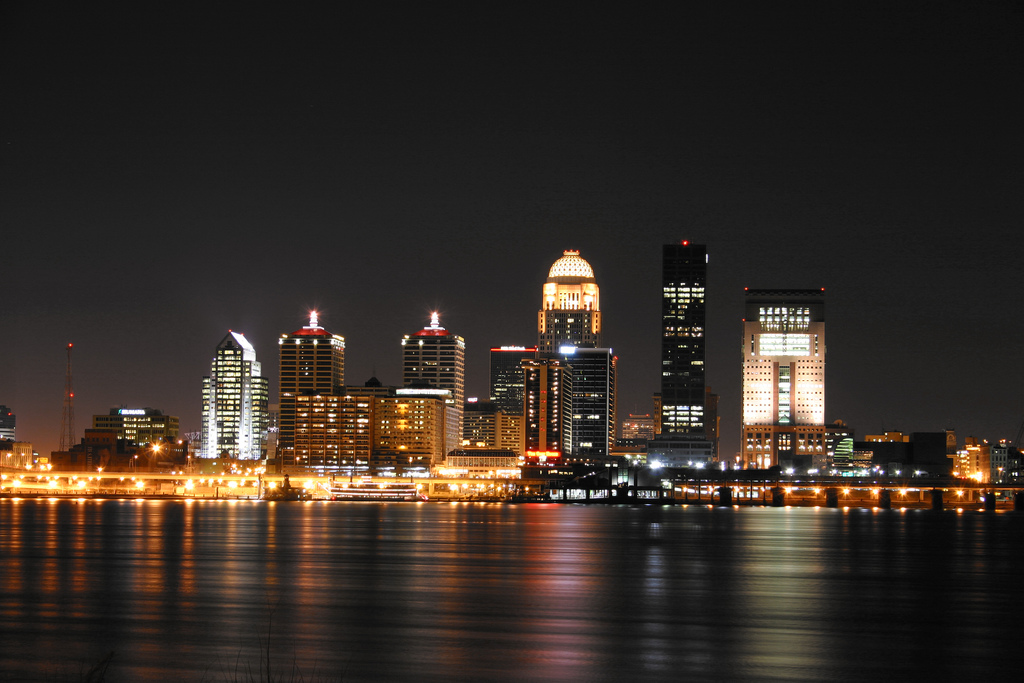
Le panorama urbain de Louisville ayant inspiré le logo utilisé de 2014 à 2020.

Alors que la ville de Louisville n'a jamais porté de club professionnel de soccer extérieur – principalement en raison de son statut de ville de sport universitaire – un groupe de supporters locaux baptisé The Coopers est formé en 2013 dans le but d'amener une première franchise avec ce statut dans la plus grande agglomération du Kentucky. Quelques mois plus tard, en janvier 2014, des entrepreneurs de la région invitent les propriétaires du Orlando City SC à discuter avec les élus de la ville d'une possible implantation d'une équipe de United Soccer League. Orlando City étant officiellement admis en Major League Soccer en novembre 2013, ses dirigeants cherchent un acquéreur pour leurs droits à disposer d'une équipe en USL et sont donc intéressés par le marché de Louisville.
Finalement, le 4 juin 2014, Orlando City annonce que le Louisville City FC prendra sa place en United Soccer League à compter de la saison 2015,. La formation floridienne devient actionnaire minoritaire de la nouvelle franchise tandis que Wayne Estopinal, à l'origine du projet, en est l'actionnaire majoritaire. Les deux clubs demeurent liés en 2015 puisque Louisville City est désigné comme l'équipe affiliée d'Orlando City, facilitant notamment les prêts de joueurs. En préparation de sa saison inaugurale, le club dévoile son logo rapidement décrié et ses couleurs, inspirées de son partenaire d'Orlando avec une dominante de violet et blanc,. James O'Connor, alors adjoint avec les Lions, est intronisé entraîneur le jour-même afin de mener la nouvelle équipe en 2015. Dans les jours suivants, un concours ouvert au grand public est organisé pour décider d'un autre logo, et celui-ci aboutit à une nouvelle version – reprenant les éléments du logo original et ajoutant le panorama urbain de la ville – dès la fin du mois de juin 2014.
Pour la première rencontre de son histoire, Louisville City l'emporte sur le score de 2-0 face au Saint Louis FC au Louisville Slugger Field le 28 mars 2015. Magnus Rasmussen inscrit le premier but de l'histoire de la franchise. À l'issue de cette saison inaugurale, Louisville atteint la deuxième place dans la conférence Est et dans l'ensemble de la ligue. Matthew Fondy, auteur de vingt-quatre buts, est sacré meilleur buteur du championnat et élu meilleur joueur de la ligue,. Directement qualifiée pour les demi-finales de conférence, l'équipe est opposée au Battery de Charleston dont elle se défait par la marque de 2-0 en prolongations. Cependant, Louisville est éliminé aux dépens des Rhinos de Rochester en finale de conférence le 10 octobre 2015,.
Au début de la saison 2016, Orlando City annonce la fin de son affiliation avec Louisville et la création d'une équipe réserve en United Soccer League dans le cadre de la deuxième vague d'expansion majeure de la ligue. Les deux clubs amorcent alors un partenariat de long terme.
Sur le plan sportif, les performances de la saison 2015 sont égalées en 2016 avec une nouvelle deuxième place dans la conférence Est comme au classement général de la ligue malgré le passage de vingt-quatre à vingt-neuf équipes. Bénéficiant de l'avantage de jouer à domicile au premier tour et en demi-finale de conférence, Louisville élimine consécutivement les Kickers de Richmond (2-0 après prolongations) puis le Battery de Charleston pour une deuxième année consécutive (1-0). Le club retrouve alors les Red Bulls II de New York, vainqueur de la saison régulière et meneur dans l'Est, en finale de conférence. Au terme d'une rencontre âprement disputée, conclue par un verdict nul 1-1 et marquée par l'exclusion de trois joueurs, la séance de tirs au but consacre la victoire des Red Bulls qui remporteront la finale quelques jours plus tard face aux Rangers de Swope Park.

### Succès d'une franchise dominante (depuis 2017)

#### Deux titres consécutifs (2017-2018)

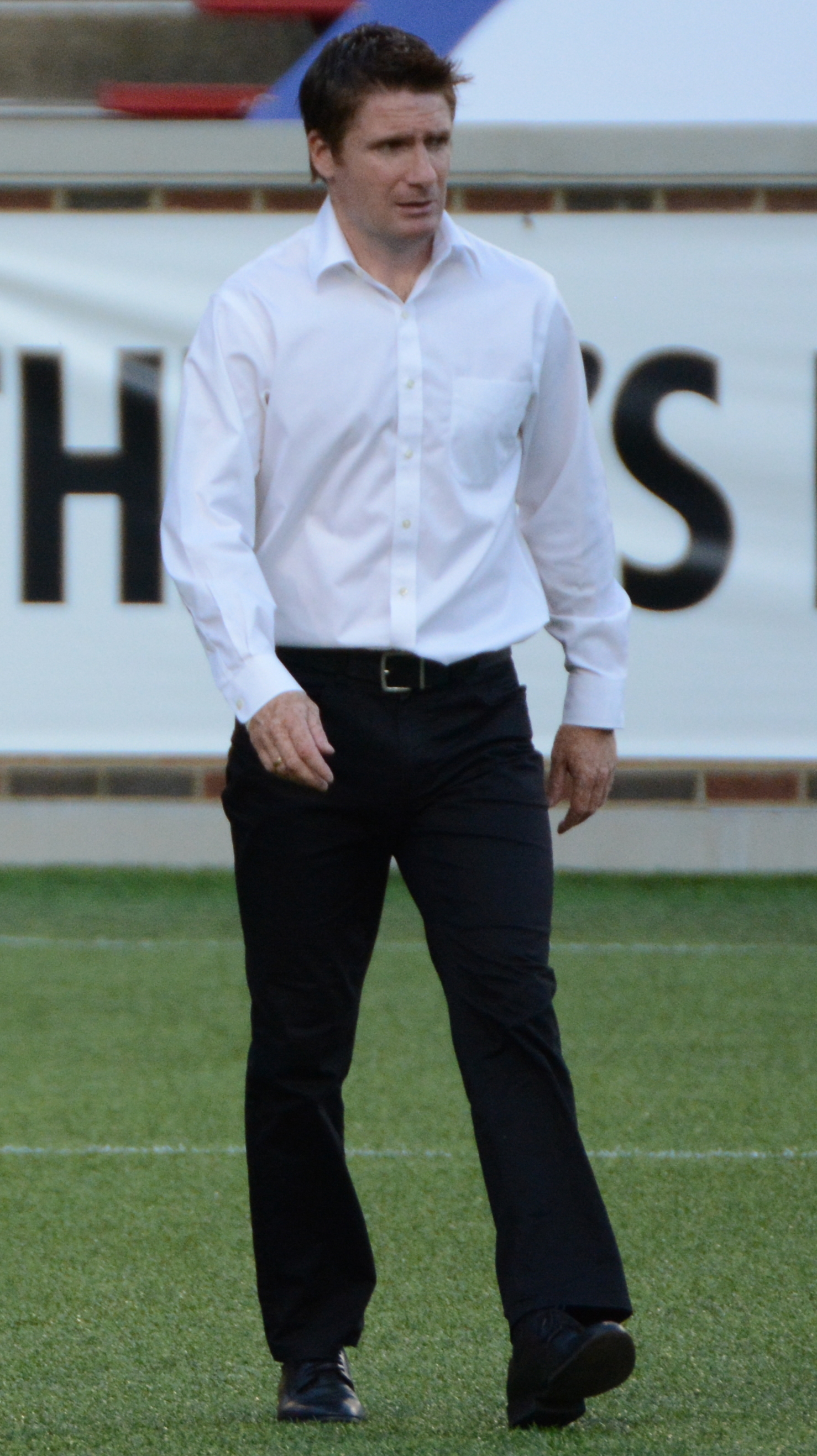
James O'Connor, premier entraîneur et champion en 2017.

En 2017, la United Soccer League passe du statut de troisième à deuxième division à la suite de la reconnaissance de la Fédération des États-Unis de soccer. Sur les terrains, LouCity continue d'impressionner en achevant la saison régulière au premier rang de la conférence Est et à la deuxième place au classement général derrière les Real Monarchs,. Ces derniers étant éliminés dès le premier tour des séries éliminatoires, cela garantit à Louisville l'avantage du terrain jusqu'à une éventuelle finale. Facilement débarrassée du Steel de Bethlehem (4-0) pour son entrée en jeu dans la phase finale, la formation du Kentucky élimine les Rhinos de Rochester 1-0 en demi-finale de conférence avant d'affronter les Red Bulls II de New York pour une revanche de la finale de conférence de 2016. Le résultat étant le même verdict nul 1-1 que l'année précédente, une séance de tirs au but doit une nouvelle fois départager les deux équipes et celle-ci tourne en faveur de Louisville qui l'emporte 4-3. Cette performance permet à l'équipe de connaître la première finale de championnat de son histoire avec la réception des Rangers de Swope Park, déjà finaliste lors de la dernière édition. Le 13 novembre 2017, alors que le match se dirige vers une nouvelle prolongation, Cameron Lancaster délivre les 14 456 spectateurs du Slugger Field dans les dernières minutes de la partie et permet à Louisville City de soulever son premier trophée (1-0),.
Avec le statut de champion en titre, Louisville amorce sa saison 2018 par une série de quatre victoires consécutives, et notamment en déplacement chez le rival du FC Cincinnati début avril. En Coupe des États-Unis, l'équipe se défait des Rough Riders de Long Island puis d'un autre rival, le Saint Louis FC. Au quatrième tour de la compétition, une victoire 3-2 à domicile permet d'éliminer le Revolution de la Nouvelle-Angleterre, première franchise de Major League Soccer à tomber en coupe face à Louisville. En huitièmes de finale, le Nashville SC s'incline à son tour (2-1). Cependant, quelques jours plus tard, le 29 juin 2018, il est annoncé que l'entraîneur James O'Connor quitte le club pour prendre la tête d'Orlando City,. Un trio de joueurs composé de Luke Spencer, Paolo DelPiccolo et George Davis IV, rapidement surnommé le Triumvirat, est chargé de faire l'intérim en attendant l'embauche d'un nouveau technicien. Malgré quatre victoires en sept rencontres, ces joueurs-entraîneurs ne peuvent éviter l'élimination du club en U.S. Open Cup aux dépens du Fire de Chicago (4-0). Le 2 août suivant, la franchise officialise l'arrivée de John Hackworth (en), ancien entraîneur du Union de Philadelphie et alors sélectionneur de l'équipe américaine des moins de 17 ans qui prend ses fonctions le 13 août. Sous la direction de son nouvel homme, Louisville termine la saison régulière avec six victoires de rang, à la deuxième marche de la conférence Est et entre en séries éliminatoires avec un succès 4-1 à domicile face à l'Eleven d'Indy, un rival régional. Après une victoire face au Steel de Bethlehem, le club retrouve les Red Bulls II de New York en finale de conférence pour la troisième année consécutive,. La rencontre se solde par un triomphe 5-1 et une nouvelle qualification pour la finale nationale. Dans sa tentative de devenir la première formation à être sacrée championne deux fois consécutive, Louisville fait face au Rising de Phoenix dont l'attaque est menée par Chris Cortez, Solomon Asante ou encore Didier Drogba,. Au Dr. Mark & Cindy Lynn Stadium, le membre du triumvirat Luke Spencer inscrit l'unique but de la partie (1-0) à l'heure de jeu et offre un deuxième titre en deux ans pour Louisville City,. Cameron Lancaster devient quant à lui le deuxième joueur de la franchise à être sacré meilleur buteur de la ligue avec vingt-cinq réalisations en saison régulière, un total étant porté à vingt-huit toutes compétitions confondues.

#### Une régularité exemplaire (depuis 2019)
Durant l'entre-saison, Wayne Estopinal, l'actionnaire minoritaire et fondateur du club en 2014, trouve la mort dans un accident aérien dans la région de Chicago.
Louisville lance sa cinquième saison d'existence en 2019 tandis que la ligue change d'appellation et adopte USL Championship comme nouveau nom. En difficulté au début de l'été, l'équipe conclut son calendrier avec une seule défaite dans ses treize dernières rencontres. Ainsi, pour la première fois, en fin de saison régulière, LouCity ne se trouve pas aux deux premiers rangs de sa conférence, prenant la quatrième place et la sixième au général. Après avoir éliminé les Rowdies de Tampa Bay en quarts de finale de conférence (2-1), Louisville vient à bout des meneurs dans l'Est, les Riverhounds de Pittsburgh, grâce à une réalisation de son capitaine Paolo DelPiccolo au bout des prolongations (1-2),. Ces mêmes prolongations sont ensuite nécessaires pour vaincre le rival régional de l'Eleven d'Indy en finale de conférence. Grâce à ses trois victoires en séries éliminatoires, le club obtient ainsi le droit d'accueillir sa troisième finale nationale consécutive, une performance inédite dans la ligue. Malgré l'ouverture du score précoce par l'intermédiaire de Magnus Rasmussen, Louisville est renversé 1-3 par les Real Monarchs, équipe réserve du Real Salt Lake et s'incline le 17 novembre 2019,,.

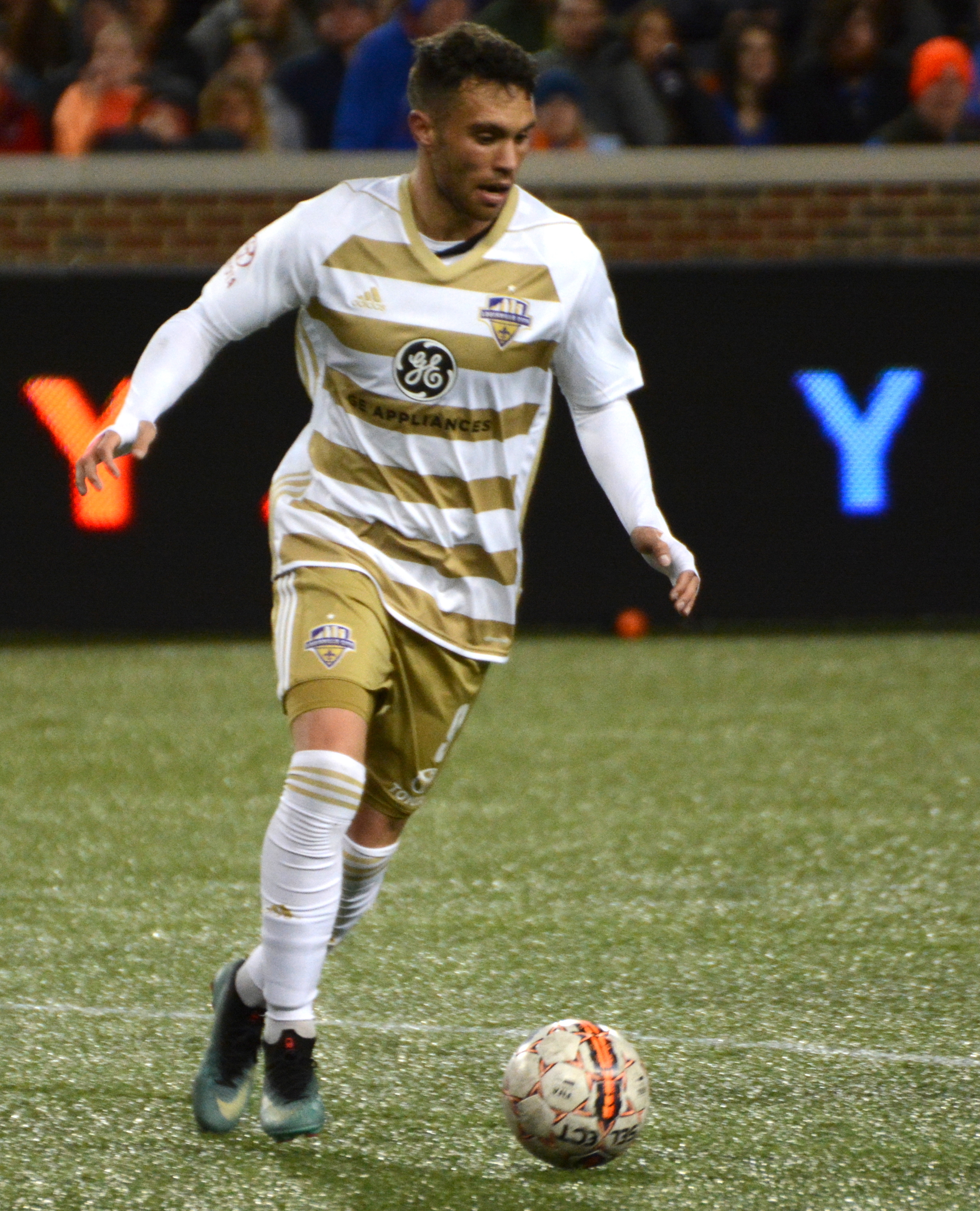
Cameron Lancaster, meilleur buteur de l'histoire et symbole des succès de la franchise.

En janvier 2020, James O'Connor, libre depuis son congédiement par Orlando City en octobre 2019 revient au club en qualité de vice-président. L'équipe ouvre bien sa saison en remportant sa rencontre inaugurale sur la pelouse du North Carolina FC (0-1) le 7 mars 2020 mais la pandémie de Covid-19 interrompt abruptement les activités sportives pour plusieurs mois. Le sport reprend finalement ses droits le 11 juillet et Louisville City dispose alors d'un nouveau calendrier généreux puisque le club joue onze des seize rencontres du reste de la saison régulière à domicile. Les huit premiers matchs de cette reprise coïncident avec l'ouverture du nouveau stade de la franchise, le Lynn Family Stadium dont l'inauguration a lieu le 12 juillet 2020 lors de la réception des Riverhounds de Pittsburgh,. Malgré le soutien de 4 850 supporters, Louisville s'incline 3-1. En dépit de trois défaites lors de ses cinq premières rencontres au calendrier, l'équipe enchaîne par la suite neuf victoires et deux verdicts nuls pour terminer première de son groupe, de sa conférence et troisième dans l'ensemble de la ligue. À la conquête d'une quatrième finale nationale consécutive, LouCity écarte Pittsburgh (2-0) puis remporte 2-0 le dernier match de l'histoire du Saint Louis FC qui cesse par la suite ses activités pour atteindre de nouveau la finale de conférence. Mais les Rowdies de Tampa Bay douchent les espoirs de Louisville avec un but d'entrée de jeu et une victoire 1-2 au terme de la partie.
Louisville City ouvre sa saison 2021 par une victoire 2-0 à domicile face à Atlanta United 2 le 24 avril 2021. Cependant, trois jours plus tard, le club annonce que le contrat de son entraîneur John Hackworth (en) est rompu à l'amiable et que Danny Cruz le remplace par intérim. Malgré la surprise de cette nouvelle, Hackworth ne peut dévoiler les motivations derrière son départ en raison d'une clause de confidentialité. Dauphin des Rowdies de Tampa Bay qui mènent dans la conférence Est par dix points d'avance, Louisville connaît un autre exercice de haut niveau. Les résultats sur les terrains sont également bonifiés par des affluences croissantes dont la moyenne dépasse les 10 000 spectateurs pour la première fois de l'histoire du club,. À la fin de l'été, la franchise procède à un transfert historique quand elle cède Jonathan Gómez à la Real Sociedad, formation de Liga,, avant qu'il connaisse sa première sélection avec équipe nationale américaine,. De plus, l'entraîneur par intérim Danny Cruz voit son statut temporaire être retiré le 11 octobre et il signe un nouveau contrat de plusieurs années pour demeurer à la tête de l'équipe. En séries éliminatoires, le club l'emporte par la plus petite des marges face au Miami FC (1-0) et à l'Independence de Charlotte (1-0). En finale de conférence, une revanche de l'édition 2020 se joue face aux Rowdies de Tampa Bay qui ont une nouvelle fois raison de Louisville en l'emportant 3-2 en prolongations.
Lancée de la plus belle des manières par une série de treize rencontres sans défaite, la saison 2022 s'inscrit dans la continuité des précédentes avec une première place dans la conférence Est et des affluences au-delà du seuil de 10 000 spectateurs pour une deuxième année consécutive. Le 13 août 2022, LouCity peut même profiter de sa victoire sur les Rowdies de Tampa Bay devant une foule record de 14 673 supporters présents au Lynn Family Stadium. En début de saison, James O'Connor devient président du Soccer Holdings LLC, propriétaire de Louisville City et du Racing Louisville de la NWSL, dans un contexte tendu avec les supporters qui reprochent à la direction d'avoir été silencieuse sur des affaires d'inconduites sexuelles,. En séries, l'équipe passe proche de l'élimination d'entrée de jeu après avoir remonté un déficit de deux buts en fin de rencontre face aux Riverhounds de Pittsburgh (2-2, 5-3 aux tirs au but), mais inverse la tendance en l'emportant 1-0 après prolongations face aux Rowdies de Tampa Bay pour une troisième finale de conférence Est consécutive avec ces deux clubs. Pour sa quatrième finale nationale en six saisons, Louisville City affronte la meilleure équipe de l'Ouest en saison régulière : le San Antonio FC. Menés 1-0 à la pause au Toyota Field de San Antonio, les joueurs du Kentucky ne peuvent se défaire des Texans qui sont sacrés champions pour la première fois (3-1).
Au-delà de sa constance en saison régulière, Louisville City s'impose au fil des années comme une franchise majeure en USL Championship, parvenant à se qualifier en séries éliminatoires à chaque année et atteignant toujours la finale de conférence au minimum lors de chaque phase finale,,,.

## Palmarès et records

### Palmarès
Ce tableau liste les différentes compétitions nationales et amicales remportées par le Louisville City FC au cours de son histoire.
| Compétitions nationales | Trophées mineurs |
| - Coupe USL (2) : - Vainqueur : 2017 et 2018. - Finaliste : 2019 et 2022. - Conférence Est du USL Championship (4) : - Vainqueur : 2017, 2018, 2019 et 2022. | - King's Cup (6) : - Vainqueur : 2015, 2016, 2017, 2018, 2019 et 2020. - River Cities Cup (2) : - Vainqueur : 2017 et 2018. |

### Bilan par saison
| Saison | Niv. | Saison régulière | Saison régulière | Saison régulière | Saison régulière | Saison régulière | Saison régulière | Saison régulière | Position | Position | Séries               | US Open Cup         | Affl. moy. saison régulière | Affl. moy. séries éliminat. |
| Saison | Niv. | M                | V                | N                | D                | BP               | BC               | Pts              | Conf.    | Ligue    | Séries               | US Open Cup         | Affl. moy. saison régulière | Affl. moy. séries éliminat. |
| ------ | ---- | ---------------- | ---------------- | ---------------- | ---------------- | ---------------- | ---------------- | ---------------- | -------- | -------- | -------------------- | ------------------- | --------------------------- | --------------------------- |
| 2015   | 3    | 28               | 14               | 6                | 8                | 55               | 34               | 48               | 2e/12    | 2e/24    | Finale de conférence | Quatrième tour      | 6 765                       | 8 517                       |
| 2016   | 3    | 30               | 17               | 9                | 4                | 52               | 27               | 60               | 2e/14    | 2e/29    | Finale de conférence | Troisième tour      | 7 218                       | 6 024                       |
| 2017   | 2    | 32               | 18               | 8                | 6                | 58               | 31               | 62               | 1er/15   | 2e/30    | Champion             | Troisième tour      | 8 601                       | 9 500                       |
| 2018   | 2    | 34               | 19               | 9                | 6                | 71               | 38               | 66               | 2e/16    | 3e/33    | Champion             | Quarts de finale    | 7 888                       | 7 682                       |
| 2019   | 2    | 34               | 17               | 9                | 8                | 58               | 41               | 60               | 4e/18    | 6e/36    | Finale               | Quatrième tour      | 9 041                       | 4 636                       |
| 2020   | 2    | 16               | 11               | 2                | 3                | 28               | 12               | 35               | 1er/17   | 3e/35    | Finale de conférence | Annulée             | 4 859                       | 4 900                       |
| 2021   | 2    | 32               | 18               | 7                | 7                | 61               | 37               | 61               | 2e/16    | 4e/31    | Finale de conférence | Non tenue           | 10 020                      | 9 126                       |
| 2022   | 2    | 34               | 22               | 6                | 6                | 65               | 28               | 72               | 1er/14   | 2e/27    | Finale               | Huitièmes de finale | 10 465                      | 10 036                      |
| Total  |      | 240              | 136              | 56               | 48               | 448              | 248              | 464              |          |          |                      |                     |                             |                             |

#### Meilleurs buteurs par saison
| Saison | Meilleurs buteurs | Meilleurs buteurs |
| Saison | Joueurs           | Buts              |
| ------ | ----------------- | ----------------- |
| 2015   | Matthew Fondy     | 24                |
| 2016   | Chandler Hoffman  | 16                |
| 2017   | Luke Spencer      | 11                |
| 2018   | Cameron Lancaster | 28                |

| Saison | Meilleurs buteurs | Meilleurs buteurs |
| Saison | Joueurs           | Buts              |
| ------ | ----------------- | ----------------- |
| 2019   | Magnus Rasmussen  | 18                |
| 2020   | Cameron Lancaster | 12                |
| 2021   | Cameron Lancaster | 21                |
| 2022   | Wilson Harris     | 17                |

## Stades

### Les débuts au Slugger Field

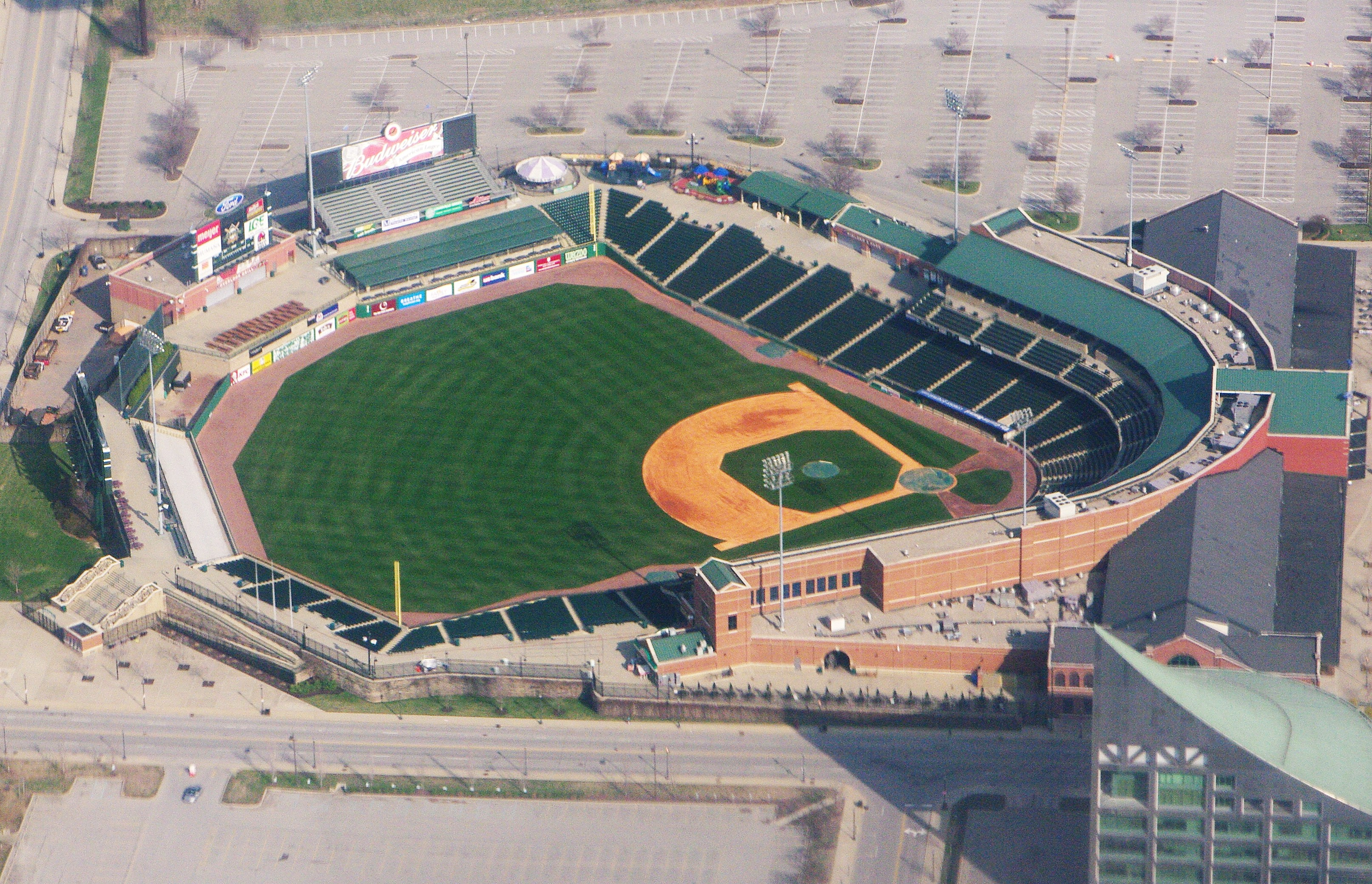
L'équipe joue ses premières saisons au Slugger Field.

Lors de sa fondation, Louisville City annonce que l'équipe jouera ses rencontres au Slugger Field, dans le centre-ville de Louisville. D'une capacité de 8 000 places dans sa configuration soccer, l'enceinte héberge depuis 2000 les Bats de Louisville, une franchise de la Ligue internationale, une ligue mineure de baseball. L'enjeu du partage du stade amène alors à des questionnements quant à la juxtaposition des calendriers des deux équipes. Pour évoluer au Slugger Field, le club de soccer négocie un arrangement financier, prenant en charge une partie des travaux de rénovation et déboursant 5 000 dollars par match en frais de location, tandis que les Bats récupèrent la totalité des revenus liées aux concessions alimentaires présentes dans l'enceinte.
LouCity ouvre sa saison inaugurale au Slugger Field face au Saint Louis FC le 28 mars 2015, entamant ainsi une première rivalité régionale baptisée Kings' Cup. La partie se solde par une victoire 2-0 des locaux. L'engouement populaire est au rendez-vous tout au long de la saison régulière puisque l'affluence moyenne atteint 6 765 spectateurs, un résultat encourageant et la deuxième moyenne dans la ligue en 2015. Néanmoins, le partage du stade est un fardeau financier pour le club qui, au terme de sa première année d'existence, enregistre un déficit opérationnel de 700 000 dollars,.

### Projet de construction d'une nouvelle enceinte
La construction d'un nouveau stade entièrement destiné au soccer est alors une question débattue dès l'été 2015. La perspective d'une entrée du club en Major League Soccer dans un avenir proche et d'une structure pouvant accueillir jusqu'à 20 000 spectateurs, ouvre la possibilité d'une installation sur le site du Champions Park, au nord-est du centre-ville. Plusieurs sites sont étudiés, mais c'est finalement un site industriel de seize hectares dans le quartier de Butchertown (en), à l'est du centre-ville, qui est retenu en avril 2017. En septembre 2017, le maire Fischer annonce un plan de financement de trente millions de dollars où la ville s'engage pour l'acquisition des parcelles nécessaires sur le site du futur stade et contribue à l'amélioration des infrastructures. Le plan de financement est approuvé par le conseil municipal le mois suivant, avec une demande au gouvernement de l'État pour un financement supplémentaire des impôts pour le développement environnant,.

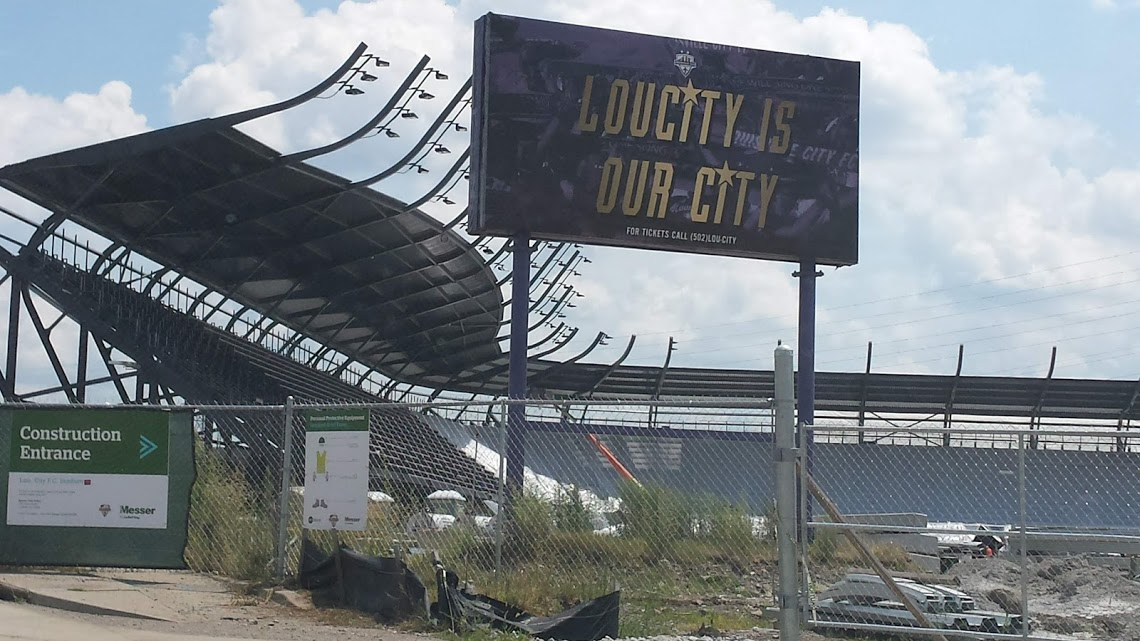
Chantier du stade en août 2019.

La construction du nouveau stade débute officiellement le 28 juin 2018 et les coûts prévus s'élèvent à 45 millions de dollars. Cependant, des augmentations ont lieu et l'enveloppe finale est estimée entre 60 et 65 millions de dollars.
En mai 2019, les travaux sur la structure du toit sont aux deux tiers terminés et les niveaux inférieurs du stade sont en place,. Les éléments de structure en acier du stade sont achevés en juillet,,, avant les travaux sur la surface en herbe qui sont installés en septembre. La construction s'achève le 3 mars, avec une cérémonie officielle de passation de pouvoir lorsque Louisville City prend possession du stade,.
Avec une ouverture prévue pour le début de la saison 2020, Louisville City joue sa dernière rencontre de saison régulière au Slugger Field lors de la réception des Rangers de Swope Park le 12 octobre 2019. Le match se solde par une éclatante victoire 8-3 des locaux. Le club conclut son aventure au Slugger Field  par une victoire 2-1 lors du quart de finale de conférence face aux Rowdies de Tampa Bay le 26 octobre suivant.

### Déménagement au Lynn Family Stadium
Pour la saison 2020, Louisville City déménage donc au Lynn Family Stadium, du nom du Dr Mark et Cindy Lynn qui ont acheté les droits de dénomination du stade pour une durée de dix ans. L'enceinte est partagée, depuis 2021, avec le Racing Louisville, du même propriétaire que LouCity.
Dans sa configuration initiale, le Lynn Family Stadium contient 11 700 places assises, dont 250 places « Premier Club » et dix-huit loges privatives. La capacité totale du stade est de 15 304 spectateurs avec une zone debout et 20 000 places prévue pour une éventuelle future expansion,. Les tribunes entourent trois côtés du terrain, avec l'extrémité ouverte faisant face à l'ouest vers les ponts du centre-ville sur la rivière Ohio ; l'extrémité ouverte a également un grand écran (12,2 m x 22,1 m), l'un des huit écrans numériques du stade,.
HOK, le concepteur du stade s'est inspiré d'autres stades américains, dont l'Earthquakes Stadium de San José, le Rio Tinto Stadium de Sandy et le Little Caesars Arena de Détroit. Le stade est géré par AEG Facilities.
Le Lynn Family Stadium doit être inauguré le 7 avril 2020 avec la rencontre de US Open Cup face au Cleveland SC ou à Nashville United puis en saison régulière avec l'affrontement entre Louisville City et le Legion de Birmingham. Cependant, ces deux rencontres sont annulées lorsque le USL Championship et la US Open Cup sont suspendus en raison de la pandémie de coronavirus,. Le match d'ouverture est ainsi repoussé au 12 juillet 2020, face aux Riverhounds de Pittsburgh avec une capacité limitée à 30 %,,. Le match se joue devant 4 850 spectateurs. Devon Williams (en) est le premier buteur de l'histoire du nouveau stade en ouvrant la marque à la 13e minute, mais Louisville City s'incline sur le score de 1-3. Avec l'allégement progressif des restrictions sanitaires, les supporters célèbrent finalement l'inauguration à pleine capacité de leur nouveau stade le 13 juin 2021, contre le Memphis 901 FC. Plus de 12 000 spectateurs se retrouvent ainsi à assister à la victoire 3-0 de Louisville City,. Au cours de la 2021, le Lynn Family Stadium devient même une forteresse puisque son club résident obtient une fiche de douze victoires, deux verdicts nuls et deux défaites en saison régulière avant d'enchaîner deux succès en séries éliminatoires, précédant l'élimination de l'équipe en finale de conférence aux dépens des Rowdies de Tampa Bay à St. Petersburg. Ce bilan passe ensuite à 13-2-2 pour l'exercice 2022.

## Personnalités du club

### Entraîneurs
Lors de la fondation du club en juin 2014, Louisville City annonce la nomination de James O'Connor au poste d'entraîneur. Alors au poste d'entraîneur-adjoint avec Orlando City dont le club hérite de sa place en United Soccer League, O'Connor est un joueur irlandais ayant principalement fait carrière en deuxième et troisième divisions anglaises. Arrivée à Orlando en 2012, il assiste aussi le technicien principal Adrian Heath. Il mène le club pour sa première saison en 2015 et termine le calendrier régulier à la deuxième place dans la conférence comme dans l'ensemble de la ligue, performance qu'il répète en 2016. Ainsi, quelques jours avant le lancement de la saison 2017, il signe une prolongation de contrat jusqu'en 2020, en compagnie de ses adjoints Daniel Byrd et Thabane Sutu. Cette même année, il mène le club à son premier titre en remportant la finale nationale face aux Rangers de Swope Park au terme des séries éliminatoires. Il démarre alors sa quatrième saison à la barre de Louisville et connait un parcours notable en Coupe des États-Unis avant d'être débauché par Orlando City, devenue une franchise de Major League Soccer, le 29 juin 2018, à la suite du licenciement de Jason Kreis. Il quitte ainsi l'équipe avec un bilan de 69 victoires en 125 rencontres et un titre de champion en 2017,.
Pour succéder à James O'Connor, le club place sa confiance dans un trio de joueurs composé de Luke Spencer, Paolo DelPiccolo et George Davis IV, surnommé le Triumvirat, pour opérer l'intérim. Ces joueurs-entraîneurs connaissent quatre succès en sept parties mais voient leur équipe s'incliner en quarts de finale de coupe face à l'écurie de MLS du Fire de Chicago. Après quelques semaines, le nom du nouvel entraîneur principal est connu, il s'agit de John Hackworth (en), ancien entraîneur du Union de Philadelphie et alors sélectionneur de l'équipe américaine des moins de 17 ans qui prend ses fonctions le 13 août. L'Américain s'inscrit dans la continuité de son prédécesseur et apporte le second titre de champion de USL au club en 2018, grâce à une victoire 1-0 contre le Rising de Phoenix. En 2019, Louisville City continue à s'imposer comme une formation phare de la ligue et atteint de nouveau la finale nationale mais est privé du triplé par les Real Monarchs,. Cependant, la domination du club dans l'Est perdue et Hackworth mène LouCity à la finale de conférence perdue face aux Rowdies de Tampa Bay en 2020.
En avril 2021, l'entraîneur-adjoint et directeur technique de la franchise Danny Cruz remplace Hackworth dont le contrat est rompu à l'amiable après seulement une rencontre victorieuse disputée en 2021. Auteur d'une saison de qualité, Cruz perd son statut d'intérim et hérite définitivement du poste d'entraîneur le 11 octobre suivant. Après une finale de conférence atteinte en 2021, il qualifie Louisville City pour sa quatrième nationale en 2022.
Le tableau suivant présente la liste des entraîneurs du club depuis 2014.
| Rang | Entraîneur                | Nationalité | Début            | Fin           | Matchs | Victoires | Nuls | Défaites | % victoires | Palmarès      |
| ---- | ------------------------- | ----------- | ---------------- | ------------- | ------ | --------- | ---- | -------- | ----------- | ------------- |
| 1    | James O'Connor            | Irlande     | 4 juin 2014      | 30 juin 2018  | 125    | 69        | 31   | 25       | 55.20%      | 1x USL (2017) |
| 2    | Trio de joueurs (intérim) | États-Unis  | 1er juillet 2018 | 13 août 2018  | 7      | 4         | 2    | 1        | 57.14%      |               |
| 3    | John Hackworth (en)       | États-Unis  | 13 août 2018     | 27 avril 2021 | 78     | 48        | 14   | 16       | 61.54%      | 1x USL (2018) |
| 4    | Danny Cruz                | États-Unis  | 27 avril 2021    | En poste      | 75     | 43        | 16   | 16       | 57.33%      |               |

## Logo et couleurs

L'ancien drapeau de Louisville, source d'inspiration pour les logos du club.

Les couleurs du club – le violet, l'or et le blanc – trouvent leur origine dans le lien unissant Louisville City au Orlando City SC. Si le premier logo soumis par le club présente une fleur de lys superposée sur un tonneau de whisky bourbon,, celui-ci ne fait pas l'unanimité parmi les supporters qui obtiennent raison quand le club organise un concours ouvert pour le remplacer,. Le blason finalement retenu reprend l'idée de la fleur de lys sur le tonneau de bourbon mais ces deux éléments sont désormais limités à la partie inférieure du logo. Sur le dessus figure le panorama urbain de Louisville, notamment le 400 West Market, la National City Tower et le Humana Building.
Le 16 décembre 2019, Louisville City dévoile un nouveau logo et privilégie le nom de « LouCity ». Si le violet et le blanc demeurent des couleurs principales, le noir devient plus présent. L'ancien drapeau de Louisville influence très largement le nouveau rendu, notamment avec l'apparition de treize étoiles représentant les treize colonies britanniques ainsi que les fleurs de lys symbolisant, Louis XVI, Roi de France et de Navarre,.
Néanmoins, face à la gronde de nombreux supporters et les critiques négatives d'observateurs,, le club recule trois jours plus tard et annonce le retour du logo original de manière temporaire afin de s'engager dans un processus plus collaboratif pour la réalisation d'un nouveau blason. Au fil des mois, les dirigeants maintiennent une relation étroite avec leur public et leur offre des mises à jour sur l'avancée du projet.
Après près d'un an de travail, une nouvelle version du logo épurée de la couleur or, héritage d'Orlando City, et dessinée par Matthew Wolff (en) est présentée le 17 novembre 2020,.

Logo initialement prévu en 2014
2014-2020
Projet de logo abandonné en décembre 2019
Depuis 2021

## Soutien et image

### Groupes de supporters

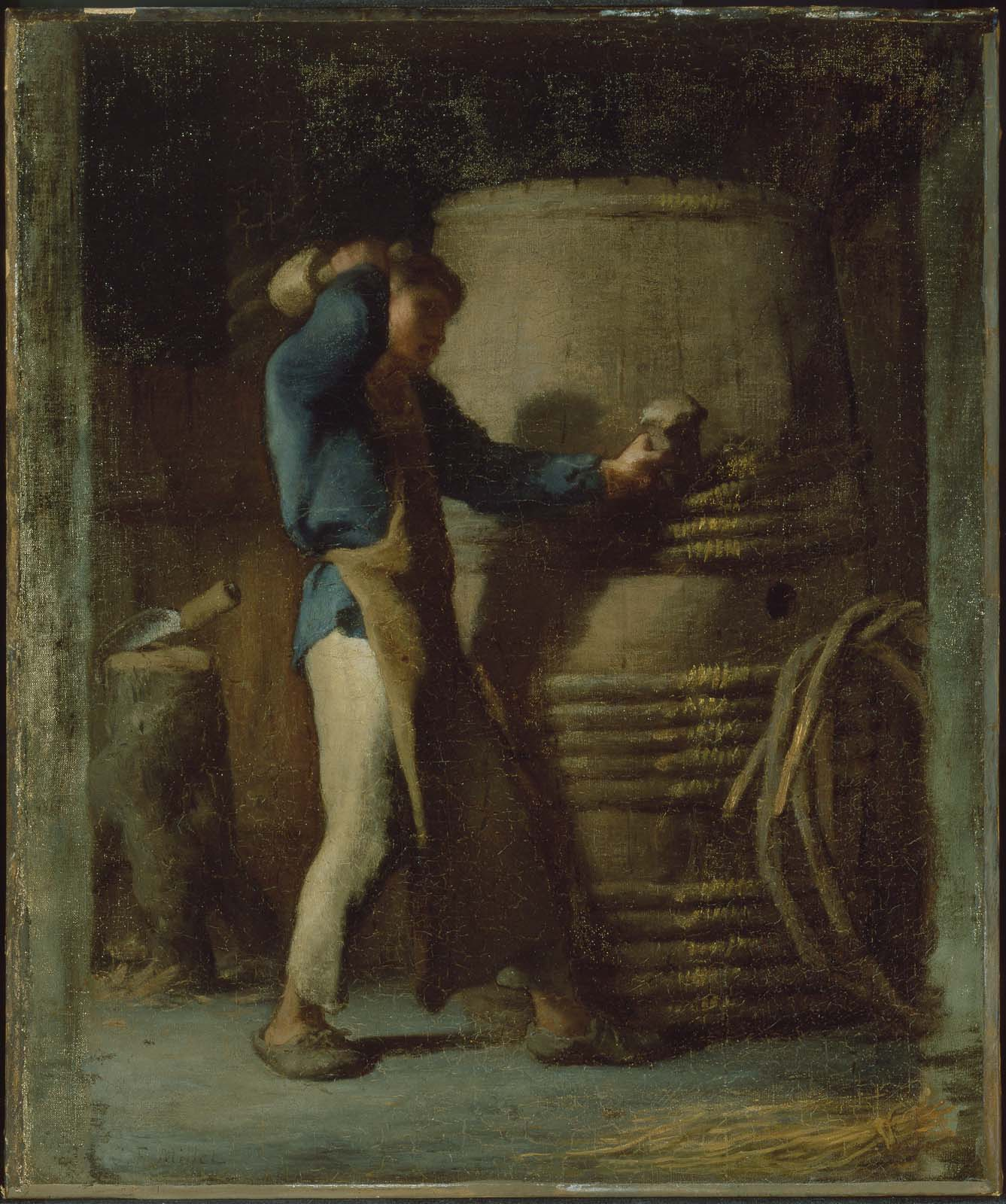
Tonnelier resserrant un cordage sur un tonneau
Jean-François Millet, 1848-1852
Musée des Beaux-Arts (Boston)

The Coopers est le principal groupe de supporters de Louisville City. Fondé en 2013, un an avec le club, ses membres cherchent à renforcer le soccer professionnel à Louisville. Le nom provient de la tradition des distilleries de whisky bourbon dans la région et des tonneliers (en anglais : coopers) qui produisent les tonneaux permettant le vieillissement de cet alcool.
En janvier 2014, un groupe de potentiels investisseurs locaux invitent les propriétaires du Orlando City SC à rencontrer les Coopers et après une première réunion, l'actionnaire majoritaire du club floridien vante la passion des supporters et le succès qu'ils pourraient amener à un éventuel club en ville.
Les Coopers, en plus de leur présence aux parties de Louisville City, participent également aux activités du Racing Louisville, club de National Women's Soccer League.
Depuis les dernières années, d'autres groupes de supporters ont aussi fait leur apparition dans les estrades, notamment les LouCity Ladies qui se joignent aux Coopers dans la tribune baptisée Estopinal End du nom du fondateur du club décédé en 2018,. À l'opposé de la pelouse se trouvent The Sheep’s Pen et Scouse’s House situés dans la tribune Waterfront End.

### Rivalités
Louisville City partage plusieurs rivalités avec des clubs voisins, le LIPAFC avec l'Eleven d'Indy, la River Cities Cup avec le FC Cincinnati désormais en Major League Soccer et la Kings' Cup avec le Saint Louis FC disparu en 2020.
Le Louisville-Indianapolis Proximity Association Football Contest (LIPAFC) disputé face à l'Eleven d'Indy apparaît lors de l'édition 2015 de la Coupe des États-Unis où Louisville City remporte la rencontre 2-0. Pendant plusieurs années, cette rivalité se limite à des rencontres amicales puisque l'Eleven évolue en North American Soccer League. Lorsque la franchise d'Indianapolis rejoint la United Soccer League, les deux équipes deviennent des rivaux voisins au sein de la conférence Est de la ligue.
La River Cities Cup, aussi connue sous l'appellation Dirty River Derby, oppose Louisville City au FC Cincinnati, deux formations dans la conférence Est de la United Soccer League. Cette rivalité a lieu à chaque rencontre de saison régulière entre les deux clubs et le vainqueur remporte la coupe en fin de saison. Les deux villes étant séparées d'une centaine de milles et localisées de part et d'autre de la rivière Ohio, ce derby est l'un des plus disputés dans les ligues mineures,, jusqu'à ce que le FC Cincinnati rejoigne l'élite en partant pour la Major League Soccer à partir de la saison 2019. Louisville remporte la coupe lors des saisons 2017 et 2018.
La Kings' Cup démarre en 2015 lorsque Louisville City et le Saint Louis FC intègre la United Soccer League. Les deux équipes jouent la première rencontre de leur histoire en s'affrontant au Slugger Field de Louisville, les locaux s'imposant 2-0,. En quinze rencontres officielles, Louisville l'emporte à neuf reprises contre seulement deux pour Saint Louis. Cette rivalité prend fin en octobre 2020 lorsque le Saint Louis FC cesse ses activités en raison des effets de la pandémie de Covid-19 et de la concurrence à venir du St. Louis City SC.